# Mittelslowakei

Karte der slowakischen Kraje

Die Mittelslowakei (slowakisch Stredné Slovensko) ist:
- informell das mittlere Drittel des Gebiets der Slowakei
- in der Verwaltungsgliederung 1960–1990 der Stredoslovenský kraj
- eine statistische Region der Slowakei nach der NUTS-Klassifikation.

## Statistische NUTS-Region
Sie besteht aus 2 der insgesamt 8 slowakischen Kraje (etwa 33 % der Landesfläche und etwa 25 % der Bevölkerung) (Code: SK03):
- Žilinský kraj (Waagtal, Kleine Fatra/Große Fatra, Niedere Tatra/Westtatra)
- Banskobystrický kraj (Ipeľ- und Grantal, Schemnitzer Berge, Niedere Tatra, Slowakisches Erzgebirge)